# Капела породице Николић
Капела породице Николић се налази на Чератском гробљу у Сремским Карловцима, представља непокретно културно добро као споменик културе.
Капела посвећена Светој Катарини подигнута је 1903. године по пројекту архитекте Владимира Николића, а повод за изградњу капеле је била смрт његове мајке, Катарине Николић, 1902. године у Сремским Карловцима. Иконостас капеле је осликао Урош Предић, а у ликовима светаца препознају се чланови породице Николић.
У капели, осим Владимира Николића, почивају његова мајка Катарина, отац Андреј, сестра Милана и зет Светислав.